# Hey Paula
Singles de Paul & Paula
Young Lovers
(1963)
Hey Paula est une chanson du duo américain Paul & Paula sortie en single fin 1962 sur un petit label, avec le titre Bobby Is the One en "face B". Le single, ré-édité peu après par le label Philips Records, se classe alors n°1 au Billboard en février 1963, se vendant à deux millions d'exemplaires aux États-Unis, et lançant la carrière du duo pour les années à venir. 
La chanson sera adaptée en japonais trente ans plus tard et reprise par un duo d'acteurs dont Yuki Uchida, en "face B" de son premier single Tenca wo Torō! -Uchida no Yabō- qui se classe lui aussi n°1 au Japon ; cette version sert de générique à une série télévisée dont elle est l'héroîne.

## Pistes
- Face A : Hey Paula
- Face B : Bobby Is the One